# NGC 7736
NGC 7736 ist eine linsenförmige Galaxie vom Hubble-Typ S0 im Sternbild Aquarius auf der Ekliptik. Sie ist schätzungsweise 202 Millionen Lichtjahre von der Milchstraße entfernt und hat einen Durchmesser von etwa 100.000 Lichtjahren.
Das Objekt wurde im Jahr 1886 von Ormond Stone entdeckt.